# Port de Djibouti

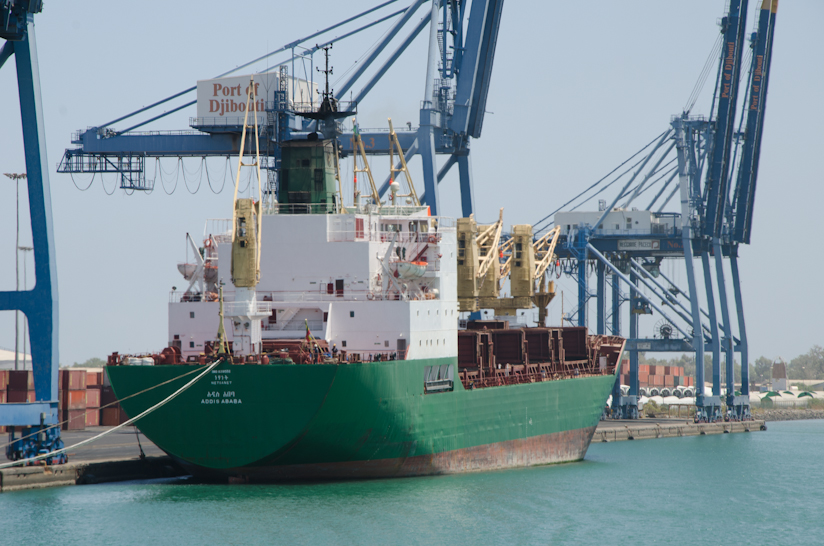
Äthiopisches Frachtschiff im Hafen von Djibouti

Der Port de Djibouti (arabisch ميناء جيبوتي, DMG mīna Ǧībūtī) ist ein Seehafen in Dschibuti, der Hauptstadt des ostafrikanischen Staates Djibouti. Er liegt strategisch günstig als Umschlagspunkt an einer der Hauptverkehrslinien für den Warenhandel zwischen Europa, dem Fernen Osten, dem Horn von Afrika und dem Persischen Golf. Der Hafen ist ein wichtiger Tankplatz und Warenumschlagplatz und ist der wichtigste Seehandelsplatz für Importe und Exporte aus dem benachbarten Äthiopien. Geschätzt 2.500 Schiffe passieren jährlich den Hafen.
Die Wirtschaft von Dschibuti hängt sehr an der strategischen Lage des Hafens, da etwa ein Drittel aller Warentransporte in der Welt an der Nordostspitze von Afrika vorbeiführt. Der Hafen steht allerdings auch im Zentrum eines Rechtsstreits zwischen dem Betreiber DP World (arabisch موانئ دبي العالمية) und der Regierung von Dschibuti seit 2018, als die Konzession von DP World durch ein Präsidential Decree (Präsidentialerlass) widerrufen wurde.

## Betrieb
Die Djibouti Ports & Free Zones Authority (DPFZA) ist die staatliche Organisation des Port of Djibouti und anderer Häfen im Land. Die Organisation überwacht auch die National Free Zones (Freihandelszonen) und dient als Bindeglied zwischen den Firmen in diesen Zonen und anderen staatlichen Einrichtungen. Die DPFZA untersteht dem Büro des Präsidenten.

### Äthiopienhandel
Etwa siebzig Prozent der Verladungen von Fracht im Hafen stammen aus, oder gehen nach Äthiopien. 95 % des Außenhandels von Äthiopien werden somit über den Hafen abgewickelt. Der Hafen verlor seinen direkten Eisenbahnanschluss nach Äthiopien als die Bahnstrecke Dschibuti–Addis Abeba aufgegeben wurde. Die 2018 eröffnete Bahnstrecke Addis Abeba–Dschibuti läuft zum nahegelegenen Port de Doraleh. Auf dem Gelände des Port de Doraleh befindet sich der Doraleh Multipurpose Port (DMP) sowie das Société De Gestion Du Terminal A Conteneur De Doraleh (SGTD; früher Doraleh Container Terminal (DCT)), beide mit direkten Eisenbahnanschluss und das Erdölterminal Horizon Terminal (HDTL). Da Äthiopien zwar auf einer Elektrifizierung bestanden hat, aber Energieprobleme andauern, bleibt die Leistung hinter den Erwartungen zurück und der größte Teil der Fracht aus Äthiopien erreicht den Hafen auf der Straße. Dschibuti hat in Partnerschaft mit Äthiopien im Januar 2021 ein Viehterminal am Doraleh Multipurpose Port eingeweiht. Die Anlage hat eine Kapazität von 2,5 Millionen Tieren pro Jahr oder 1.000 Kamele, 500 Rinder und 4.270 Ziegen oder Schafe pro Tag. Das Terminal umfasst auch Ruhezonen und Quarantänedienste für das Vieh vor der Weiterverschiffung.

### Militärhafen
Die strategische Lage des Hafens am Golf von Aden macht den Hafen zu einem wichtigen militärischen Außenposten für fünf der Großmächte. Dadurch kommen jährlich circa $125 Mio. an Pachteinnahmen von den Vereinigten Staaten, der Volksrepublik China, Frankreich, Japan und Italien.
Die United States Navy hat das Camp Lemonnier, ihre einzige Basis in Afrika zum Krieg gegen den Terror. Von dort aus erfolgten Kampagnen gegen al-Shabaab, eine somalische Terroristengruppe, die mit al-Qaida in Verbindung stand. Es wurden auch Einsätze gegen Piraterie vor der Küste Somalias gefahren.
Die Marine nationale française hat 5.000 Soldaten in Dschibuti. Dies ist die größte französische Überseebasis. Deutschland und Spanien werden von den Franzosen beherbergt, während Italien seine eigene Basis im Land hat. Japans einzige überseeische Militärbasis ist ebenfalls in Dschibuti angesiedelt und wird ausgebaut als Gegengewicht gegen Chinas zunehmenden Einfluss.
Die Volksrepublik China eröffnete 2017 seine Marinebasis in der Nähe des Doraleh Multipurpose Port als erste überseeische Militärbasis.

## Geschichte

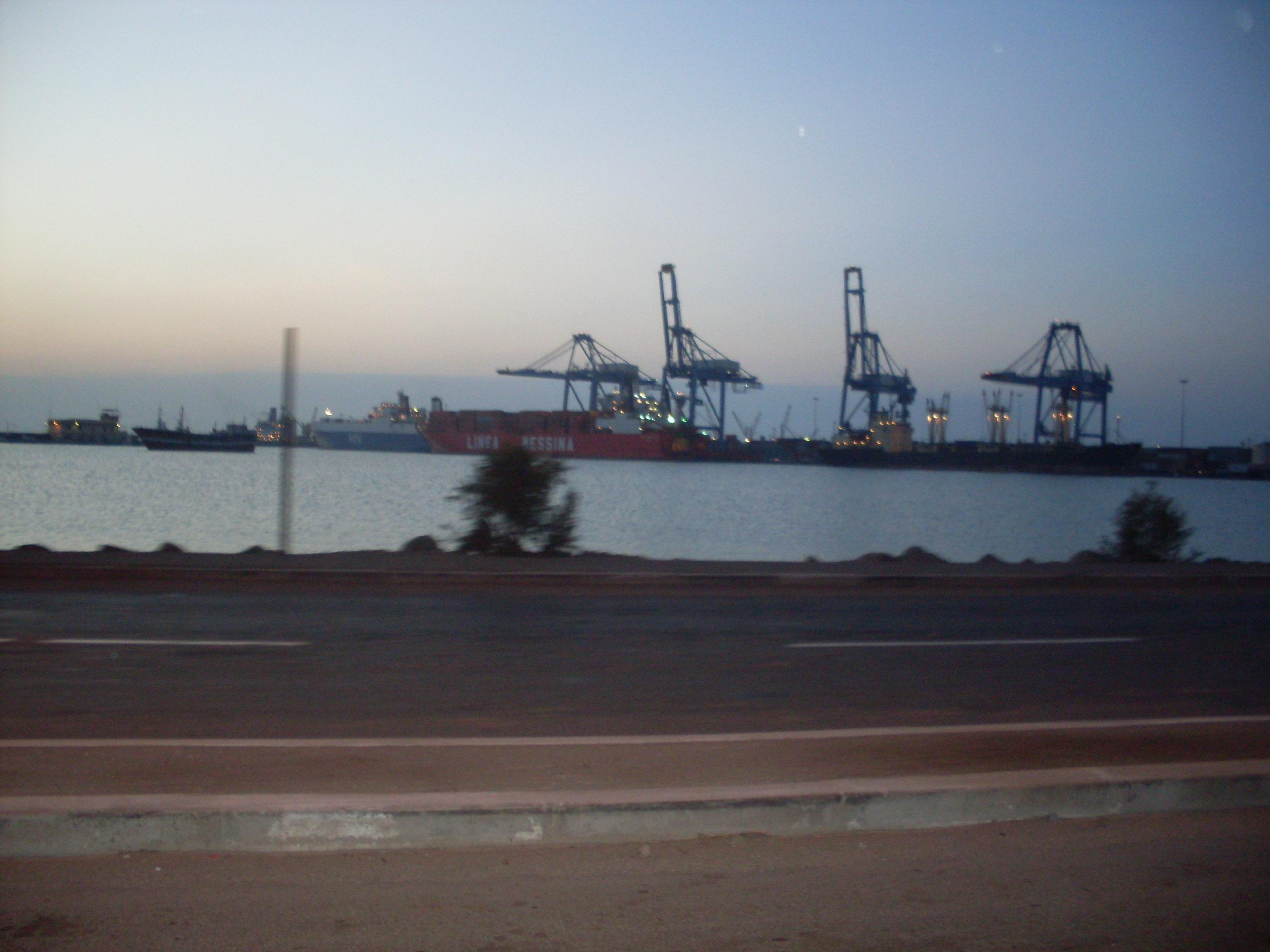
Frachtschiffe im Hafen von Dschibuti

Dschibuti als wichtige Seepassage an einer Haupthandelsroute zwischen Ost und West blickt auf eine Geschichte von über 3.500 Jahren zurück. Diese beginnt mit der Erschließung des Roten Meeres für die Seefahrt. Schon die Ägypter, die Phönizier, die Ptolemäer, die Römer, die Griechen, Byzantiner, die Araber und in neuerer Zeit die Europäer auf der Gewürzroute. Die Blütezeit kam mit der Eröffnung des Suezkanals.
Der Hafen entwickelte sich aus der Suche Äthiopiens, welches keinen Zugang zum Meer hat, nach einem Handelshafen. Dschibutis Küste bot sowohl leichten Zugang, als auch geschützte Ankerplätze. Die Arbeit an der franko-äthiopischen Bahnstrecke Dschibuti–Addis Abeba (Chemin de Fer Djibouto-Éthiopien, C.D.E.) begann 1897 und dauerte bis 1917. Sie verband die äthiopische Hauptstadt Addis Abeba mit dem Hafen Dschibuti. Die Fertigstellung der Bahnstrecke machte den Hafen zu einem Handelsknoten.
Die Entwicklung des Hafens beschleunigte sich zwischen 1948 und 1957 durch den Bau von vier Tiefwasser-Quays und die Ausbaggerung des Zugangskanals zum Hafen. An Land wurden neue Lagerhäuser und Öllager sowie Stromleitungen und Wasserzuführungen gebaut und Eisenbahnlinien verlegt.
1952 ließ die französische Ölfirma Pétroles de Somalie (heute: Total S.A.) bunkern und 1956 richtete Mobil Oil eine Station in Dschibuti ein.
Zwischen 1960 und 1970 entwickelte sich um den Hafen ein internationales maritimes Austausch-Netzwerk. Das Rote Meer war zu dieser Zeit schon eine der meistfrequentierten Schiffsrouten geworden und Dschibuti diente als Servicestation dafür. Das Bunkern vervierfachte sich in den zehn Jahren seit 1954 und erreichte 1965 ein Maximum von 1,8 Mio. Tonnen.
Dschibutis strategische Lage ermöglichte den Hafenbehörden den Hafen zu einem regionalen Zentrum für das Rote Meer und den Indischen Ozean zu machen, sowie auch für Europa, Afrika und Asien. Es entwickelte sich der Containertransport und Dschibutis erster moderner Containerterminal nahm im Februar 1985 seine Arbeit auf.
Von 1991 bis 1994 fand in Dschibuti ein Bürgerkrieg statt, welcher die Wirtschaft des Landes lahmlegte. Anfang der 2000er löste sich die alte Bahnstrecke Dschibuti–Addis Abeba aufgrund fehlender Unterhaltung auf.

### Neuere Entwicklungen
Im Zuge der chinesischen Neuen Seidenstraße (Belt and Road Initiative, 新丝绸之路, Xīn Sīchóuzhīlù) wurde China ein wichtiger Handels- und Militärpartner für Dschibuti. Zwischen 2011 und 2016 bauten die Chinesen eine leistungsfähige Eisenbahnlinie in Normalspur. Die Bahnstrecke Addis Abeba–Dschibuti führt zu nahegelegenen Port de Doraleh und ermöglicht Äthiopien neuerlich Zugang zum Meer. Es ist die erste moderne elektrifizierte Bahnlinie in Ostafrika.
Im September 2013 begann der Bau des Damerjog Port, finanziert durch die China Merchants Group und die Regierung von Dschibuti und errichtet durch die China Civil Engineering Construction Corporation (CCECC). Das Terminal wird für Tiere, eine Frachtlinie, ein Reparaturdock und als Flüssigkeitenlager genutzt.
Im selben Jahr wurde die Arbeit des Doraleh Multipurpose Port begonnen. Der Hafen Doraleh dient zur Entlastung des alten Hafens von Dschibuti. Dadurch wurde die Kapazität um 29 Mio. Tonnen gesteigert.
Im Januar 2021 führte die Weltbank und der IHS Markit’s Global Container Port Performance Index Dschibutis Hafen als der beste Containerhafen in Afrika und auf Platz 61 weltweit. Laut dem Bericht benötigen „Schiffe im Median weniger als einen Tag im Hafen von Dschibuti, damit handelt es sich um einen der effektivsten Hafen der Welt.“ (ships spend a median time of less than one day in Djibouti’s port, making it among the most efficient in the world). Dies weckte bei der Hafenverwaltung die Hoffnung, dass Djibouti „das nächste Singapur werden könnte.“.
Im Mai 2021 begann in Kenia der Bau für Lamu Port, wodurch ein Transportkorridor zwischen dem Lamu-Archipel, Südsudan und Äthiopien geschaffen werden soll. Der Hafen wird von der China Communications Construction Company gebaut. Da der Hafen vor allem als Umladehafen dienen soll, wird erwartet, dass er wichtige Transportfirmen anzieht und eventuell zu einer Konkurrenz für den Hafen Dschibuti wird.

### Kontroversen
Der chinesische Einfluss in Dschibuti, vor allem aufgrund seiner Militärbasis, wurde in den letzten Jahren dafür kritisiert, das dadurch das derzeitige politische Regime gestärkt wird, ungeachtet der Lage im eigenen Land. Mit chinesischen Investitionen in Höhe von $853 Mio. zwischen 2005 und 2019 und Schulden gegenüber China in Höhe von 30 % von Dschibutis Gesamtschulden wurde China ein zunehmend wichtiger Handel- und Militärpartner für das afrikanische Land. Politische Kommentatoren sehen nicht nur eine Bedrohung für die Finanzen des Staates, sondern auch für die Stabilität der gesamten geostrategischen Region.
2012 wurde Dschibutis Umgang mit Ausländischen Direktinvestition zum Streitpunkt, weil die Regierung von Dschibuti die Konzessionen für den Doraleh Container Terminal, welcher zu dieser Zeit von der DP World aus Dubai betrieben wurde, an einen chinesischen Mitbewerber, die China Merchants Ports Holdings, verkauft hatte. Im Februar 2018 wurde die Konzession von DP Worlddurch ein Presidential Decree widerrufen und die Vermögenswerte an eine staatliche chinesische Firma übertragen, nachdem ein Gesetz verabschiedet worden war, welches „Neuverhandlungen und Beendigung von bereits geschlossenen Verträgen für die Verwaltung oder den Betrieb von strategischer Infrastruktur“ erlaubte („for the renegotiation and termination of concluded contracts related to the 'management or operation of strategic infrastructure’“).
2020 entschied der London Court of International Arbitration zu Gunsten von DP World und befand, dass Dschibutis Rücknahme der Betreiberrechte des Doraleh Container Terminal illegal sei und die ursprünglichen Konzessione zurückgegeben werden sollten. Der Gerichtshof hatte schon vorher entschieden, dass das Land $533 Mio. an Kompensationszahlungen an DP World zu leisten habe. Insgesamt wurden über die Jahre sechs Urteile zu Gunsten von DP World gefällt. Allerdings wurden bisher alle von der Regierung von Dschibuti ignoriert. Gerade nach dem Urteilsspruch im Januar 2020 übergab Dschibuti ein Viertel der Anteile am Hafen an China Merchants Ports Holdings.
Im Juli 2021 entschied ein siebtes Urteil zu Gunsten von DP World, als der Gerichtshof entschied, dass die Firma PDSA, eine Betreiberfirma, welche in einem Joint Venture mit DP World bis 2018 das Terminal betrieben hatte, den Joint Venture-Vertrag gebrochen habe, indem sie einseitig ihre Anteile an die Regierung von Dschibuti übertragen hatte. Der Gerichtshof urteilte, dass der Vertrag noch immer Geltung habe und verurteilte PDSA zur Bezahlung der Gerichtskosten von £1,7 Mio.

### Coronavirus
Im Juni 2020 wurde der Hafen wieder für Besatzungswechsel geöffnet, nachdem dies zuvor aufgrund der COVID-19-Pandemie nicht möglich war. Daraufhin konnten 18 Ukrainer und ein Russe nach Hause zurückkehren.